# Estadio de la Cerámica
Das Estadio de la Cerámica, bekannt unter seinem langjährigen Namen El Madrigal, ist ein Fußballstadion in der spanischen Stadt Villarreal, Valencianische Gemeinschaft. Der Fußballverein FC Villarreal trägt seit der Eröffnung 1923 im „gelben“ Stadion seine Partien aus. Es befindet sich auf der Plaza Labrador in paralleler Linie zum Mittelmeer und liegt nur 50 Meter über dem Meeresspiegel. Derzeit hat es ein Fassungsvermögen von 23.500 Besuchern.

## Geschichte

### Die Einweihung
Das Stadion wurde am 17. Juni 1923 unter dem Namen Campo del Villarreal eingeweiht. 1925, also zwei Jahre später, erhielt es den Namen El Madrigal. Madrigal war der ursprüngliche Name für das ländliche Gebiet, auf dem das Stadion errichtet wurde. Das erste Spiel, welches am Einweihungstag stattfand, trugen CD Castellón und Deportivo Cervantes, zwei Mannschaften aus der Provinzhauptstadt Castellón, aus.

### Die Ausbauten des Stadions
Im Sommer 1952 wurde das Stadion zum ersten Mal ausgebaut. Damals war das Olympiastadion Helsinki ein Richtmaß für alle Fußballstadien auf der Welt, und so wurde auch das Spielfeld des El Madrigal von 95 m × 50 m auf 104 m × 65 m vergrößert. In den 1960er Jahren baute der Club die erste überdachte Tribüne und die Südtribüne hinter dem Tor wurde 1971/72 fertiggestellt. 1988 wurden sämtliche Tribünen abgerissen, um ein größeres und zugänglicheres Tribünenkonzept zu verwirklichen. Eingeweiht wurde dieses am 8. März 1989 in einem Freundschaftsspiel gegen Atlético Madrid. Zum 75-jährigen Jubiläum des Klubs wurden erneut Bauarbeiten aufgenommen, um die bis heute letzten und wichtigsten Änderungen vorzunehmen. Die Südtribüne wurde am 22. März 1998 wieder abgerissen und eine neue überdachte Tribüne, die Amphitheatertreppen, die V.I.P.-Bereich und die Nordtribüne wurden errichtet. Vor der Saison 1999/2000 wurden diese Ausbauarbeiten vollendet.
Am 16. Mai 2022, einen Tag nach dem letzten Heimspiel der Saison 2021/22 begannen die Arbeiten am Stadion zu einer umfassenden Renovierung für rund 50 Mio. Euro. Der Umbau umfasst die neue und komplette Überdachung der Ränge, die Schließung der Lücke zwischen Tribünen Preferencia und Fondo Sur, der Modernisierung der Räumlichkeiten, der Flutlichtanlage, der Kunststoffsitze und der Installation von zwei 21 × 7 m großen Videoanzeigetafeln. Am 31. Dezember 2022 fand das erste Spiel im renovierten Stadion gegen den FC Valencia (2:1) statt. Die restlich anstehenden Arbeiten mit dem Bau und Gestaltung weiterer Räume sollen in den nächsten Monaten absolviert werden. Dazu gehören u. a. ein Mehrzweckraum an der Spitze der Südtribüne mit Blick auf das Spielfeld, die Umgestaltung des Restaurants Entrelíneas und ein neuer Raum für das Vereinsmuseum.

### Flutlichtanlage
Die erste Flutlichtanlage wurde 1973 errichtet, um Spiele auch abends austragen zu können. Der Verein bekam von der Stadt eine finanzielle Unterstützung, um vier Metallstützen mit je neun Halogenlampen an den Ecken des Stadions zu errichten. Die Flutlichtanlage wurde mit dem Spiel FC Villarreal gegen Sociedad Deportiva Ibiza, einem Spiel der Tercera División eingeweiht. Die Hausherren verloren dieses Spiel mit 0:1.

### Umkleidekabinen
Die Umkleidekabinen wechselten über die Jahre ihren Standplatz gleich viermal. In den ersten zwölf Jahren befanden sich die Kabinen im Süd-Ost-Teil des Stadions. Ab der Saison 1935/36 wurden die Kabinen in den Nord-Ost-Teil verlegt und blieben dort bis in die 1960er Jahre. Mit der Einweihung der neuen Tribüne 1989 kamen die Kabinen in den Süd-West-Teil und heute befinden sich die Umkleidekabinen unter der zentralen Tribüne.

### Name
In den ersten zwei Jahren war das Stadion als Campo del Villarreal bekannt. 1925 erhielt es den Namen Estadio El Madrigal (kurz: El Madrigal). Nach 92 Jahren wechselte im Januar 2017 der Name der Spielstätte durch einen Namenssponsor, eine Gruppe von Firmen aus der Keramik-Industrie. Die Keramik-Industrie hat sich nach dem spanischen Bürgerkrieg in der Stadt zum wichtigsten Industriezweig entwickelt. Am 8. Januar wurde der neue Name Estadio de la Cerámica enthüllt. Jährlich zahlt die Gruppe drei Mio. Euro. Die Summe könnte sich für Stadt und Verein noch steigern, falls sich weitere Firmen der Branche beteiligen. Die Namen der Firmen werden neben dem Stadionnamen auf der über 2.000 m² großen Keramik-Fassade der Spielstätte zu sehen sein.

## Casals Grocs
Das Stadion bietet Zuschauern die so genannten Casals Grocs (deutsch Gelbe Boxen). Es handelt sich dabei um spezielle gelbe Boxen mit Klimaanlage, Fernseher mit Live-Übertragung des Spiels, Buffet, Einzelsitzen, freiem Zugang zu Südtribüne mittels Hochgeschwindigkeitsliften und eigenen Parkplätzen für V.I.P.-Gäste. Zwei der 30 Boxen fassen 12 Personen, 23 bieten für 16 Zuschauer Platz und die restlichen fünf sind mit 20 Plätzen ausgestattet.

## Galerie

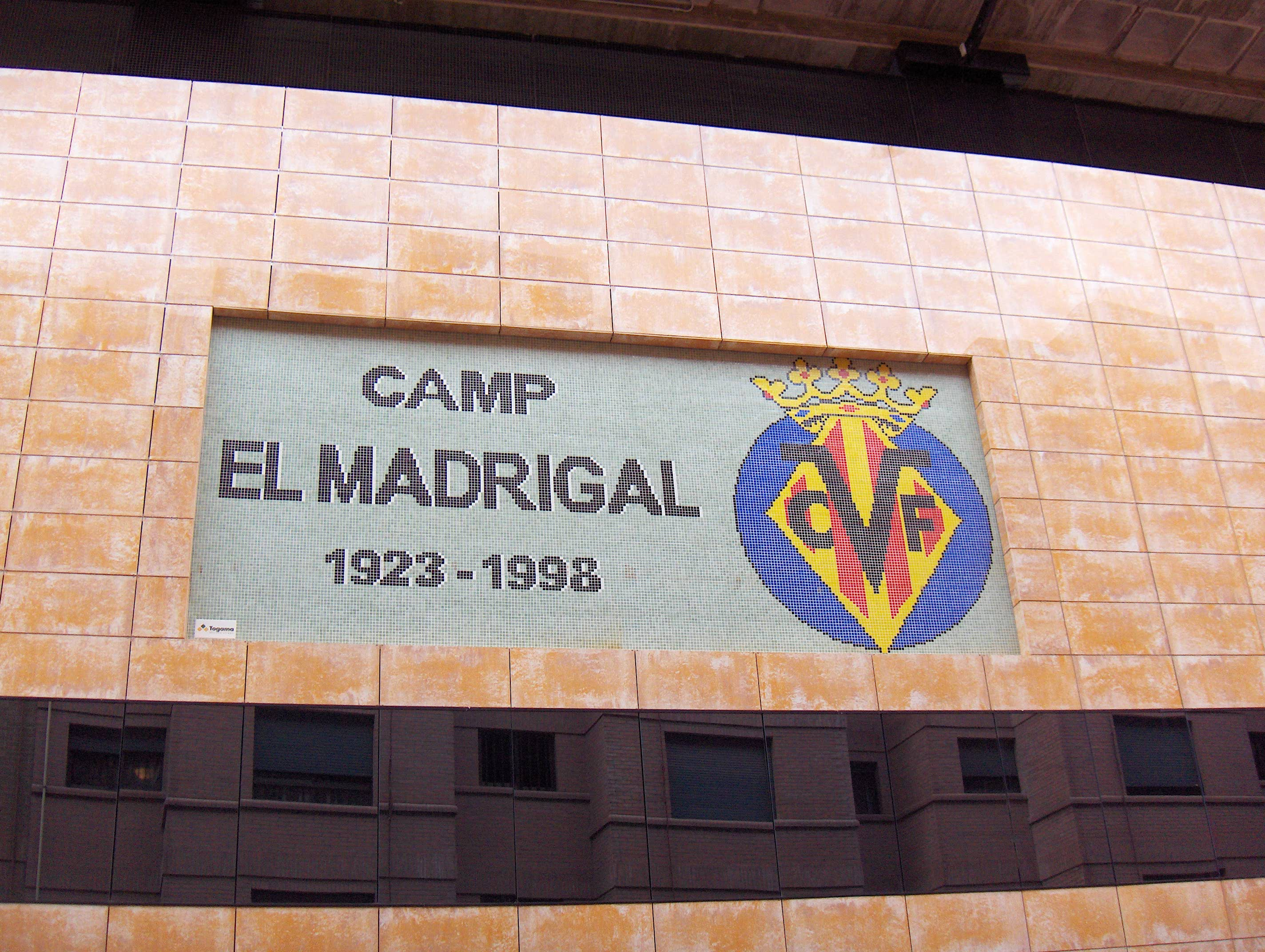
Schild mit dem alten Namen an der Fassade (Oktober 2005)
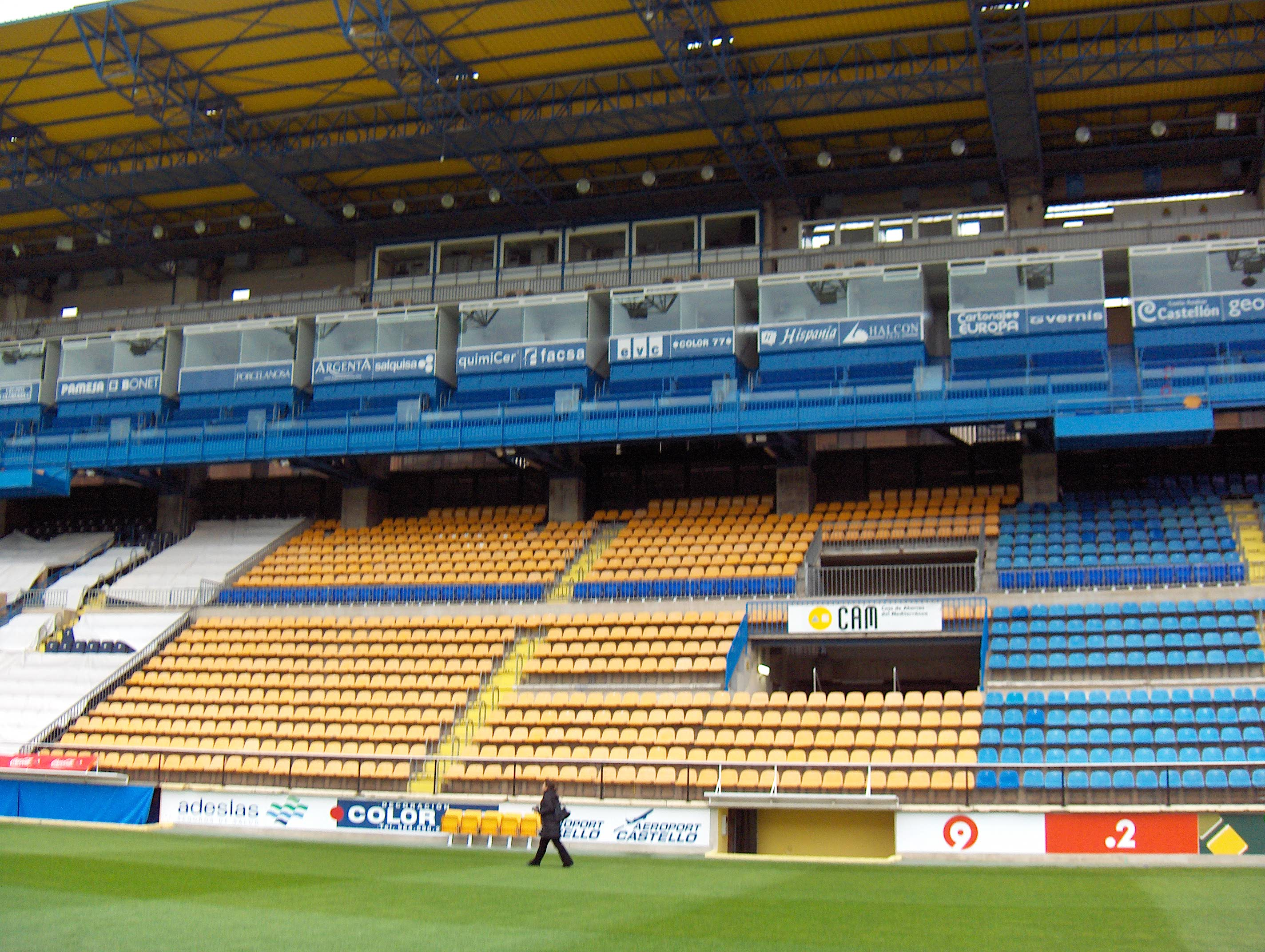
Die Haupttribüne des Stadions (Oktober 2005)
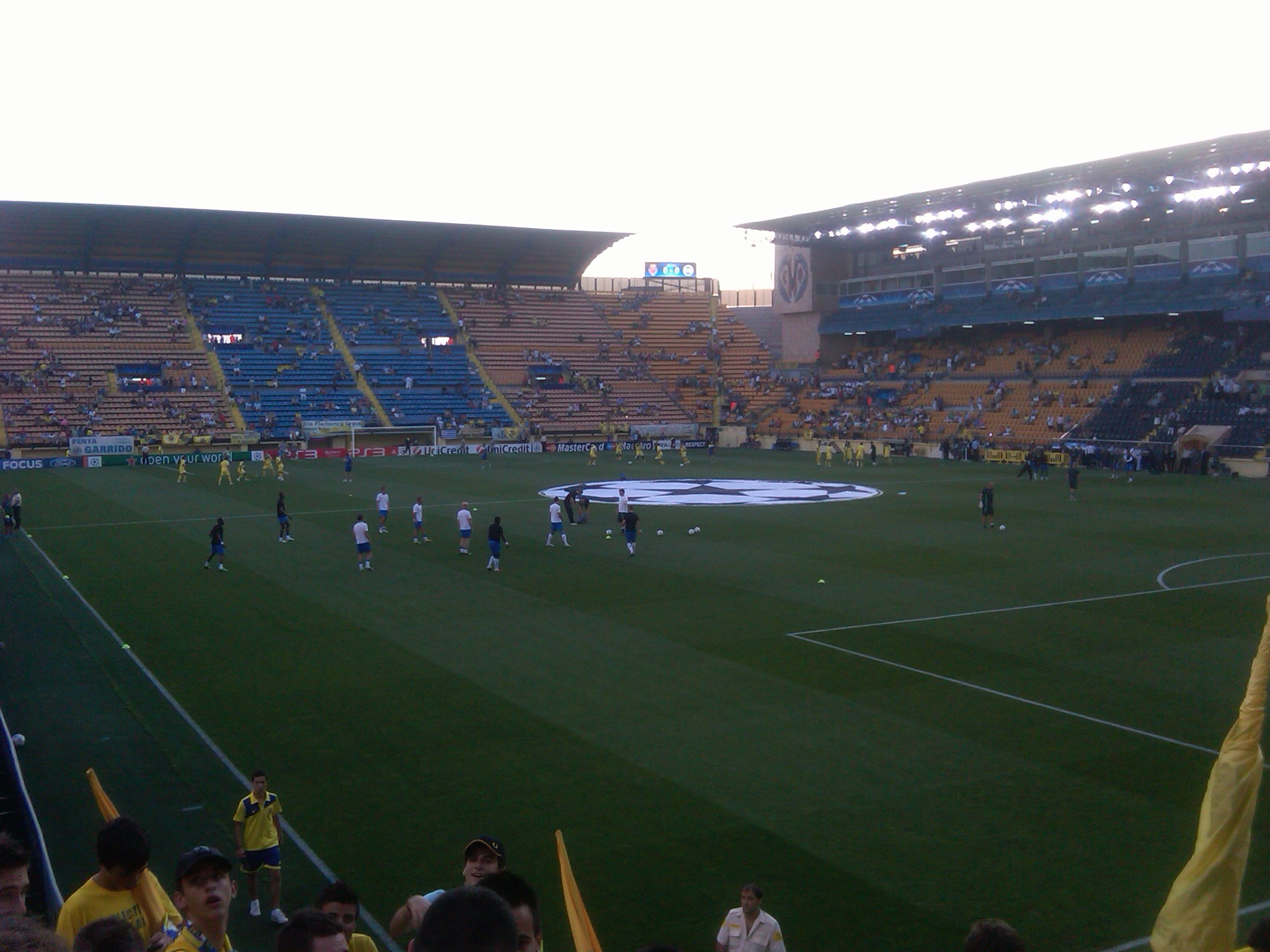
Blick in das Stadion (August 2011)